# Бабухин, Александр Иванович
Алекса́ндр Ива́нович Бабу́хин (16 (28) марта 1827 — 23 мая (4 июня) 1891) — русский гистолог, физиолог и эмбриолог; заслуженный профессор Московского университета (1865), основатель московской гистологической школы. Внёс большой вклад в развитие физиологии, гистологии и бактериологии в России. Действительный статский советник (с 1881).

## Биография
Родился в селе Семендяево Мценского уезда Орловской губернии 16 (28) марта 1828 года (по другим данным — 5 (17) августа 1835 года: Быков П. А. И. Бабухин (некролог) // Всемирная иллюстрация : журнал. — 1891. — Т. 45, № 1169. — С. 420—421. Архивировано 10 марта 2022 года.) в семье отставного чиновника Почтового департамента.
В 1840 году поступил в Орловскую гимназию, после окончания которой стал студентом физико-математического факультета Московского университета. В ноябре 1841 года подал прошение и был уволен из университета. В 1850 году поступил на медицинский факультет Московского университета и вскоре был исключён за нарушение дисциплины, но с трудом восстановился. Во время одной из студенческих вечеринок получил тяжёлую травму черепа, временно лишился речи и два года лежал в университетской хирургической клинике. Под влиянием лечившего его профессора Ф. И. Иноземцева заинтересовался медициной и, медленно оправившись после болезни, в феврале 1855 года вновь приступил к занятиям. Учился с большим усердием, на 5-м курсе за сочинение о действии стрихнина и вератрина был награждён золотой медалью. В 1859 году окончил университет со степенью лекаря с отличием и правом, после представления и защиты диссертации, получить степень доктора медицины. Остался работать при университете и в декабре 1862 года был утверждён в степени доктора медицины за исследование «Об отношении блуждающих нервов к сердцу».
С января 1863 года по октябрь 1865 года находился за границей: работал в лабораториях Г. Мюллера (Вюрцбург), К. Людвига (Лейпциг) и Э. Брюкке (Вена).
В декабре 1864 года был утверждён доцентом по кафедре гистологии, эмбриологии и сравнительной анатомии Московского университета. Однако по возвращении в Москву (октябрь 1865) был назначен экстраординарным профессором кафедры физиологии вместо умершего П. П. Эйнбродта. Был назначен (ноябрь 1869) ординарным профессором кафедры гистологии, эмбриологии и сравнительной анатомии. Создал на кафедре гистологический кабинет, приобрёл микроскопы, инструменты, таблицы, рисунки, коллекции, литературу, необходимую для обучения и научных исследований, организовал при кафедре первую в Москве бактериологическую лабораторию (1888).
В 1891 году был утверждён в звании заслуженного профессора Московского университета. Кроме университета, с ноября 1868 года Бабухин преподавал физиологию животных в Петровской земледельческой и лесной академии. Славился как блестящий лектор.
Под руководством Бабухина работали Д. Н. Зернов, В. М. Шимкевич, Г. А. Захарьин, А. А. Остроумов, И. Ф. Огнев. Его лекции слушал, будучи студентом, А. Чехов; профессор послужил прототипом главного героя его повести «Скучная история».
Умер 23 мая (4 июня) 1891 года. Был похоронен в Даниловом монастыре на семейном участке его ученика, профессора В. Ф. Снегирёва. Некрополь Данилова монастыря был полностью уничтожен, а надгробие с могилы А. И. Бабухина в неполном составе (без колонны) перенесено в некрополь Донского монастыря без перезахоронения праха.

## Научные достижения

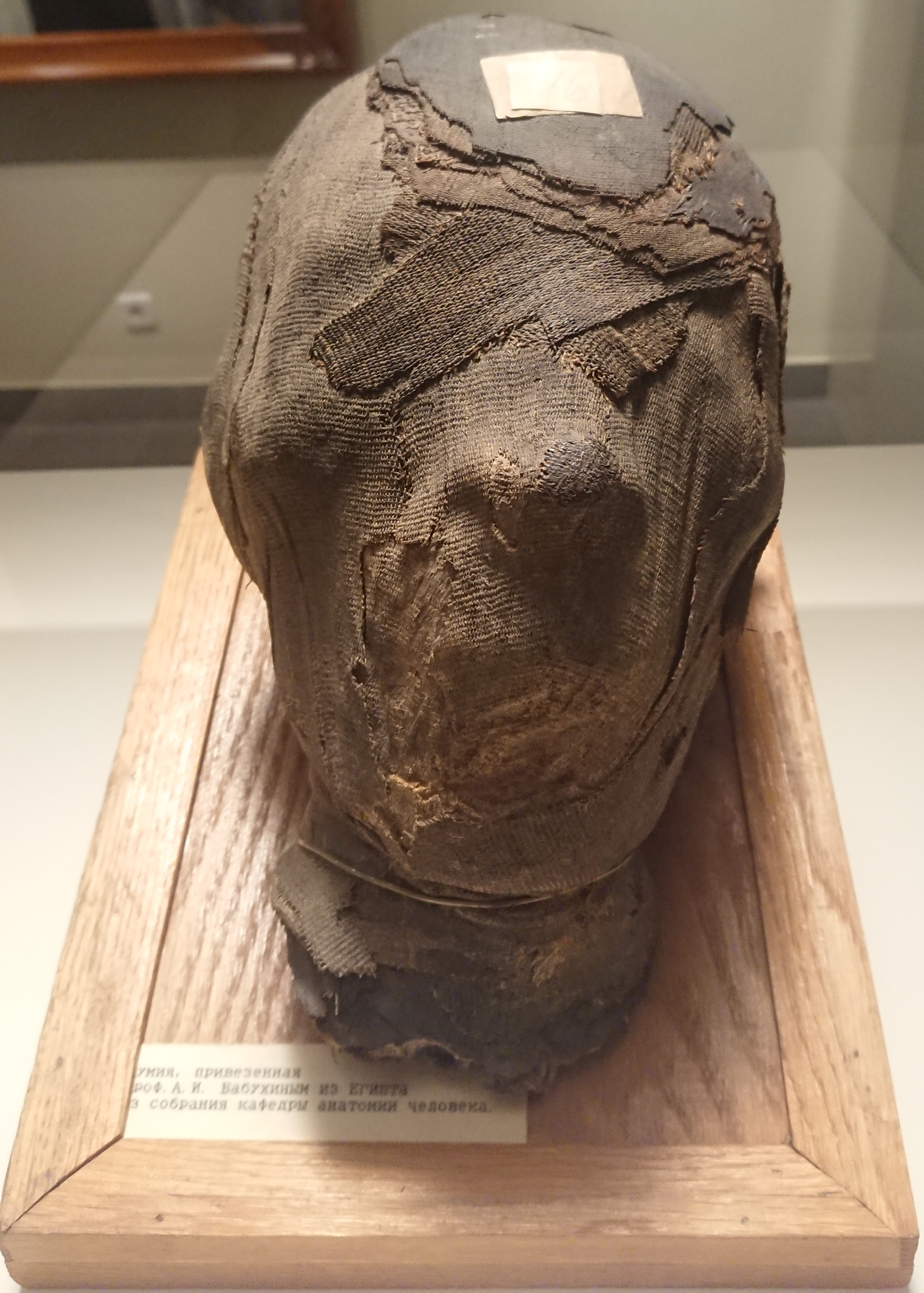
Голова мумии, привезённая А. И. Бабухиным из Египта в конце 1870-х годов

- Один из первых исследователей, описавших нейрофибриллы в периферических нервных волокнах (1868).
- Бабухин установил генезис осевых цилиндров нервных волокон, показав, что это — отростки нервных клеток (1869—1876).
- Установил явление двустороннего проведения возбуждения по нерву (1877).
- Доказал клеточную организацию сетчатки (1877).

## Память о Бабухине
В Орле 8 июня 2001 года был открыт памятник Бабухину, а в 2002 году, в год 175-летия учёного, Медицинский институт Орловского государственного университета провёл первые «Бабухинские чтения в городе Орле». В институте был открыт мемориальный Бабухинский гистологический кабинет.
В Москве, в музее истории медицины Сеченовского университета хранится голова мумии, привезённая А. И. Бабухиным из Египта в конце 1870-х годов.

## Сочинения
- Об отношении блуждающих нервов к сердцу. — М., 1862.
- Развитие и значение электрического аппарата у Torpedo. — М., 1869.